# Owens Corning
Owens Corning ist der weltgrößte Hersteller von Glasfasern und verwandten Produkten.

## Geschichte
Der Hauptsitz Toledo ist historisch bekannt für seine Glasindustrie. Das Unternehmen entstand 1935 aus einer Partnerschaft der Glashütten Corning und Owens-Illinois. Die Ausgründung erfolgte am 1. November 1938. Zu den Produkten des neuen Unternehmens gehören zu Beginn Glasfaserfilter für Umluftöfen, Isolierungen für Haushalte, Industrie, Schifffahrt und Haushaltsgeräte, Isolierungen für elektrische Drähte und Kabel, Batterietrennmatten sowie Endlosfasergarne und Verstärkungen.
Im Zusammenhang mit Schadenersatzansprüchen in über 243.000 Fällen durch Asbestgeschädigte musste das Unternehmen 2000 Gläubigerschutz nach Chapter 11 beantragen; dieser endete im Oktober 2006. Bis 2011 mussten mehr als 361 Mio. US-Dollar aus Asbest-bezogenen Klagen gezahlt werden.
2002 verkaufte Owens Corning die Mehrheit an dem europäischen Tochterunternehmen Alcopor an die deutsche Knauf-Gruppe.
Seit 1956 färbt Owens Corning seine Glaswolle rosa. Die Farbe wurde 1985 als Markenzeichen eingetragen. Der Rosarote Panther dient als Werbe-Maskottchen.